# Tomáš Rachůnek
Tomáš Rachůnek (*26. únor 1991, Zlín) je český reprezentant a profesionální hokejista. Od sezony 2025/2026 hraje Maxa ligu za tým HC Dukla Jihlava.

## Kluby podle sezón
- 1999-2000 HC Hamé Zlín
- 2000-2001 HC Hamé Zlín
- 2001-2002 HC Hamé Zlín
- 2002-2003 HC Hamé Zlín
- 2003-2004 HC Hamé Zlín
- 2004-2005 HC Hamé Zlín
- 2005-2006 HC Hamé Zlín
- 2006-2007 HC Hamé Zlín
- 2007-2008 VHK Vsetín
- 2008-2009 Sault Ste. Marie Greyhounds
- 2009-2010 Sault Ste. Marie Greyhounds
- 2010-2011 HC Plzeň 1929, HC Znojemští Orli
- 2011-2012 HC Sparta Praha, Piráti Chomutov
- 2012-2013 HC Lev Praha, HC Sparta Praha
- 2013/2014 HC Sparta Praha
- 2014-2015 Metallurg Novokuzněck, HC Slovan Bratislava, HC Olomouc
- 2015/2016 HC Energie Karlovy Vary[1]
- 2016/2017 HC Energie Karlovy Vary
- 2017/2018 HC Energie Karlovy Vary
- 2018/2019 HC Energie Karlovy Vary
- 2019/2020 HC Energie Karlovy Vary
- 2020/2021 HC Bílí Tygři Liberec, HC Energie Karlovy Vary
- 2021/2022 HC Energie Karlovy Vary
- 2022/2023 HC Energie Karlovy Vary
- 2023/2024 HC Energie Karlovy Vary
- 2024/2025 HC Kometa Brno
- 2025/2026 HC Dukla Jihlava